# Comics Salón

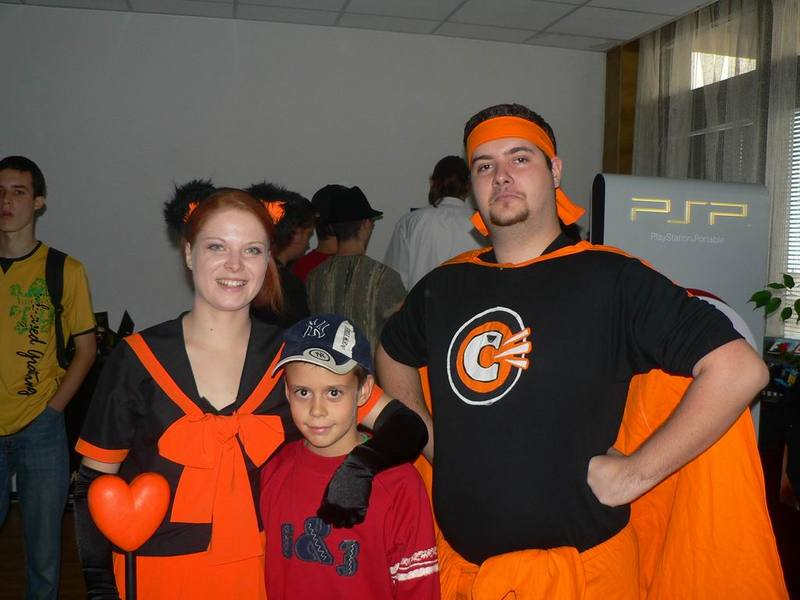
Comicsman i Mangagirl, mascotes del Comics Salon 2006.

Comics Salón és un festival internacional multigènere de cultura japonesa, manga, anime, còmics, jocs, ciència-ficció, fantasia i terror. Es celebra cada any a Eslovàquia i és la convenció d'aquest tipus més gran del país.
És el successor del festival internacional IstroCon, centrat en pel·lícules de ciència-ficció, fantasia i terror i videojocs, i que va tenir lloc entre 1999 i 2003.

## Edicions
- Comics Salón 2004 — 23 de setembre de 2004 - Pezinok, Eslovàquia
- Comics Salón 2005 — 14–15 d'octubre de 2005 - edifici SÚZA, Bratislava, Eslovàquia
- Comics Salón 2006 — 15–17 de setembre de 2006 - edifici SÚZA, Bratislava, Eslovàquia
- Comics Salón & IstroCON 2007 — 14–16 de setembre de 2007 - edifici SÚZA, Bratislava, Eslovàquia
- Comics Salón & IstroCON 2008 — Setembre de 2008 - Bratislava, Eslovàquia
- Comics Salón & IstroCON 2009 — Setembre de 2009 - Bratislava, Eslovàquia
- Comics Salón & IstroCON 2010 — Setembre de 2010 - Bratislava, Eslovàquia
- Comics Salón & IstroCON 2011 — Setembre de 2011 - Bratislava, Eslovàquia
- Comics Salón & IstroCON 2012 — Setembre de 2012 - Bratislava, Eslovàquia
- Comics Salón 2013 — Setembre 2013 - Bratislava, Eslovàquia
- Comics Salón 2014 — Setembre 2014 - Bratislava, Eslovàquia — 12.000 assistents
- Comics Salón 2015 — 18–20 de setembre de 2015 — DK Ružinov, Bratislava, Eslovàquia
- Comics Salón 2016 — 16–18 de setembre de 2016 — DK Ružinov, Bratislava, Eslovàquia
- Comics Salón 2017 — 24-26 de març de 2017 — DK Ružinov, Bratislava, Eslovàquia
- Comics Salón 2018 — 21–23 de setembre de 2018 — DK Ružinov, Bratislava, Eslovàquia
- Comics Salón 2019 — 29-31 de març de 2019 — DK Ružinov, Bratislava, Eslovàquia
- Comics Salón 2020 — 27-29 de març de 2020 — DK Ružinov, Bratislava, Eslovàquia
- Comics Salón 2021 — 02-04 de juliol de 2021 — DK Ružinov, Bratislava, Eslovàquia
- Comics Salón 2022 — 16-19 de juny de 2022 — DK Ružinov, Bratislava, Eslovàquia